# 田原良信
田原 良信（たはら よしのぶ、1952年 - ）は、日本の考古学者、歴史学者。市立函館博物館館長、箱館奉行所館長を歴任。

## 来歴
北海道函館市生まれ。駒澤大学文学部歴史学科考古学専攻卒業。函館市学芸員、同教育委員会生涯学習部文化財課課長を経て、市立函館博物館館長。
2014年4月より箱館奉行所館長。
著書に「五稜郭 - 幕末対外政策の北の拠点」など。

## 著書
- 「国立国会図書館サーチ」を参照

### 論文
- CiNii>